# 鈴木克幸
鈴木 克幸（すずき かつゆき、1944年（昭和19年）9月27日 - ）は、日本の政治家、地方公務員。愛知県田原市長を2期務めた（2007年 - 2015年）。旭日小綬章受章。

## 来歴
愛知県田原市神戸町出身。1963年（昭和38年）3月、愛知県立成章高等学校卒業。1967年（昭和42年）3月、金沢大学法学部卒業。同年4月、日本興亜損害保険株式会社に就職。
1969年（昭和44年）4月、愛知県庁に入庁。愛知県議会事務局長、2003年（平成15年）4月 同職を渡邉俊司と交代し企画振興部長、2004年3月 福間克彦を後任として同庁を退職。同年4月、財団法人あいち女性総合センター（現・公益財団法人あいち男女共同参画財団）理事長に就任。2005年（平成17年）3月、同理事長を退任。同年6月、名古屋競馬代表取締役専務に就任。2006年（平成18年）11月、同職を退任。
- 2007年（平成19年）4月22日の田原市長選挙に無所属で出馬し、初当選。

※当日有権者数：51,776人 最終投票率：60.51%（前回比：pts）
| 候補者名 | 年齢 | 所属党派 | 新旧別 | 得票数   | 得票率 | 推薦・支持 |
| -------- | ---- | -------- | ------ | -------- | ------ | ---------- |
| 鈴木克幸 | 62   | 無所属   | 新     | 17,203票 | 55.5%  |            |
| 河合正仁 | 58   | 無所属   | 新     | 13,795票 | 44.5%  |            |

- 2011年（平成23年）4月24日の市長選挙で2期目の当選。

※当日有権者数：52,143人 最終投票率：62.00%（前回比：＋0.51pts）
| 候補者名 | 年齢 | 所属党派 | 新旧別 | 得票数   | 得票率 | 推薦・支持 |
| -------- | ---- | -------- | ------ | -------- | ------ | ---------- |
| 鈴木克幸 | 66   | 無所属   | 新     | 18,802票 | 58.7%  |            |
| 河合正仁 | 62   | 減税日本 | 新     | 11,850票 | 37.0%  |            |
| 山田光弥 | 59   | 無所属   | 新     | 1,399票  | 4.3%   |            |

- 2015年（平成27年）4月26日に行われる市長選挙には出馬せず、元市副議長の北野谷一樹を後継指名した[5]。なお北野谷は次点で落選した。
- 同年秋の叙勲で地方自治功労により旭日小綬章を受章[6]。